# 三河南町
三河南町（みかわみなみまち）は、福島県福島市の町名。丁番を持たない単独町名である。郵便番号は960-8053。

## 地理
市の本庁所管にあたる中央西地域に属し、福島駅西口市街地の中部に位置する。東西はJR東北新幹線から福島市道野田町1号線にかけての約420m、南北はから福島県道70号福島吾妻裏磐梯線から福島市道三河北町1号線迄の約280mの範囲を町域とする。北で三河北町、東で栄町、南で太田町、南西で野田町二丁目と、北西で野田町三丁目と隣接する。上町に所在する 福島警察署及び天神町に所在する福島消防署のそれぞれ管轄にあたる。北側の三河北町と合わせ「三河町」と呼称されることもあり、福島秋祭りの連山車では三河町として共同で山車の運行を行う。

## 歴史
旧来の信夫郡福島町上谷地、上公事田、下公事田のそれぞれ一部と、曾根田村の一部に当たる区域である。1937年7月に福島市と西隣の当時の信夫郡野田村との間で小面積の交換をし境界の凹凸を整理したのちに三河北町、太田町、矢剣町と共に設置され、1964年に住居表示が実施され現在に至る。

## 世帯数と人口
2021年（令和3年）6月30日現在の世帯数と人口は以下の通りである。
| 町丁     | 世帯数  | 人口  |
| -------- | ------- | ----- |
| 三河南町 | 266世帯 | 541人 |

## 小・中学校の学区
市立小・中学校に通う場合、学区は以下の通りとなる。
| 番地 | 小学校               | 中学校             |
| ---- | -------------------- | ------------------ |
| 全域 | 福島市立三河台小学校 | 福島市立岳陽中学校 |

## 交通

### 鉄道
- JR東北本線福島駅が町域のすぐ東隣の栄町に位置し、西口駅前広場の北側一部が町域にかかる。

### 道路
- 福島県道70号福島吾妻裏磐梯線（高湯街道）
- 福島市道28号太平寺山口線

### バス
- 福島交通路線バス
  - 三河台バス停
    - 市内循環ももりん1コース

また、福島駅西口のバスターミナルが町域にすぐ隣接して設置されている。

## 施設
- 福島市立三河台小学校
- コラッセふくしま
- 東邦銀行 福島ローンセンター
- 東邦銀行 西福島支店
- 福島銀行 福島西支店
- 荘内銀行 福島支店
- リッチモンドホテル福島
- 東横イン福島駅西口
- 社会保険報酬支払基金 福島支部